# Aeroflot-Flug 2808
Aeroflot-Flug 2808 war ein internationaler Linienflug der Aeroflot von Donezk nach Iwanowo, bei dem am 27. August 1992 eine Tupolew Tu-134A drei Kilometer vor der Landebahn mit Bäumen kollidierte und in der Folge abstürzte. Unter den 77 Passagieren und sieben Besatzungsmitgliedern gab es keine Überlebenden.

## Flugverlauf
Die Tupolew Tu-134A hob um 21:03 Uhr Ortszeit (20:03 Uhr MEZ) in Donezk ab. Um 22:27 Uhr Ortszeit (21:27 Uhr MEZ) begann die Besatzung mit ihrem Landeanflug auf den Flughafen Iwanowo-Juschny. In Iwanowo herrschte zu dem Zeitpunkt schlechtes Wetter mit einer Sichtweite von ungefähr 1.200 Metern, Dunst, Nieselregen und der Wolkenuntergrenze in Höhe von 110 Metern. Die Besatzung wich vom vorgegebenen Anflugverfahren ab und befand sich 8.600 Meter vor der Landebahn statt auf 400 Metern Höhe auf 500 Metern. Weiterhin lag eine seitliche Abweichung der Flugroute um 1.900 Meter bei einer Fluggeschwindigkeit von 390 km/h vor und die Klappen bzw. der Stabilisator waren noch nicht für die Landung ausgerichtet. Keiner der Piloten gab die Höhe oder die Geschwindigkeit an die Flugsicherung durch. Die Flugsicherung hingegen schlug den Piloten vor die Klappen auf 20° auszurichten und eine Kurve zu fliegen, um auf die Landebahn ausgerichtet zu sein. Dies ignorierte die Besatzung und setzte ihren Anflug fort. Auf einer Höhe von 350 Metern ertönte dann das Ground Proximity Warning System. Auch hierauf zeigte die Crew keinerlei Reaktion. 4.500 Meter vor der Landebahn befand sich das Flugzeug nur noch auf einer Höhe von 200 Metern. Um eine korrekte Ausrichtung zu erreichen, versuchte der Kapitän das Flugzeug nach rechts zu drehen. Dies hatte allerdings zur Folge, dass sich die vertikale Geschwindigkeit auf 15–16 m/s erhöhte. Als sich das Flugzeug nur noch auf einer Höhe von 80 Metern befand, versuchte die Flugsicherung den Kapitän zu einem Durchstartmanöver zu überzeugen. Zwei Sekunden nach dieser letzten Kommunikation hatte der Kapitän vermutlich Bäume gesehen und versuchte die Tupolew nach oben zu ziehen. Dieses Manöver misslang und das Flugzeug kollidierte bei einer Geschwindigkeit von 370 km/h ungefähr 3.000 Meter vor der Landebahn mit Bäumen. Diese Kollision riss den rechten Flügel ab und das Flugzeug schlug 500 Meter später auf dem Boden auf. Keiner der 77 Insassen überlebte den Aufschlag.

## Untersuchung
Die Untersuchung benennt die Entscheidung des Kapitäns den Landevorgang ungeachtet der schlechten Wetterbedingungen fortzusetzen als Hauptursache für das Unglück. Auch die unzureichende Kommunikation zwischen den Piloten untereinander und mit der Flugsicherung haben zum Absturz beigetragen.